# Parafia Trójcy Świętej w Łętkowicach
Parafia Trójcy Świętej w Łętkowicach — parafia rzymskokatolicka, znajdująca się w diecezji kieleckiej, w dekanacie słomnickim.